# Фристайл (рэп)
Фриста́йл или фристайл-рэп (англ. freestyle rap) — стиль в хип-хоп музыке, в рамках которого исполнитель декламирует импровизированный текст под ритмичную музыку. Тема или стилистика речитатива могут быть свободными или обозначенными заранее. По своей сути фристайл представляет собой стиль импровизационной музыки, что отождествляет его с джазом, в котором традиционно ведущий музыкант выступает в качестве импровизатора, а остальные участники ансамбля обеспечивают ему ритм.
Изначально фристайл представлял собой импровизационную стихотворную форму, свободную от ритма, но в начале 1990-х годов он трансформировался в отдельный поджанр хип-хопа, исполняемый под битбокс или готовые инструментальные треки.

## Зарождение стиля
В книге Пола Эдвардса How to Rap рэперы Big Daddy Kane и Myka 9 отмечают, что изначально фристайл был своеобразным «потоком сознания» на определённую тему. Big Daddy Kane утверждал: «В 80-х, когда мы говорили, что написали фристайл-рэп, это означало, что ты написал рифму, свободную от стиля… В основном это была рифма, написанная просто ради рифмы». Такого же определения раннего фристайла придерживается хип-хоп исполнитель Kool Moe Dee, отсылаясь на него в своей книге 2003 года «There’s A God On The Mic»:

Есть два типа фристайла. Олдскульный фристайл — это в основном написанные вами рифмы, которые могут не иметь ничего общего с какой-либо темой или быть вообще ни к месту. А есть фристайл, в котором вы сочиняете на ходу.
Оригинальный текст (англ.)There are two types of freestyle. There's an old-school freestyle that's basically rhymes that you've written that may not have anything to do with any subject or that goes all over the place. Then there's freestyle where you come off the top of the head.

В олдскульном хип-хопе, по словам Kool Moe Dee, импровизационный рэп назывался «[rap] coming off the top of the head», что можно приблизительно перевести как «рэп из головы». В данном определении с ним был солидарен Big Daddy Kane, неоднократно заявлявший, что именно так в 1980-е годы воспринимался фристайл в американском хип-хоп-сообществе. По его словам, подлинным образцом «настоящего фристайла» является трек Kool G Rap «Men At Work», а также песня Ракима «Lyrics of Fury».

## Современное состояние
С начала 1990-х годов, с популяризацией импровизационного рэпа разных от групп и исполнителей, термином «фристайл» стала обозначаться именно текстовая импровизация исполнителя под «минус» — инструментальную композицию в определённом ритме. Важной частью фристайл-выступления стал факт того, насколько умело MC может экспромтом сочинить связный текст и попасть в ритм.
Kool Moe Dee предполагает, что изменение в использовании термина произошло где-то в середине-конце 1980-х годов, говоря, что «до 1986 года все фристайлы были письменными», подразумевая, что на тот момент во фристайл-культуре не существовало практики выступления экспромтом. В подтверждение этому он отмечает: «До 1990-х годов речь шла о том, насколько удачно вы можете придумать написанную рифму без определённой темы и без реальной цели, кроме как показать свое мастерство стихосложения».
Его коллега, рэпер Myka 9, отмечает, что Freestyle Fellowship (хип-хоп группа из Лос-Анджелеса 1990-х годов, основателем которой он являлся) смогли переформулировать понятие и саму структуру фристайла. Он писал, что в его понимании, фристайл — «это то, что, как говорят, я помог сделать — я и Freestyle Fellowship, придумав Freestyle Fellowship и переосмыслив, что такое фристайл… Мы переосмыслили понятие фристайла, сказав, что это импровизационный рэп, как джазовое соло».
Хотя, сегодня фристайл ценится слушателями по всему миру, являясь нишевым поджанром хип-хопа, Kool Moe Dee утверждает, так было не всегда:

Многие артисты старой школы даже не уважали то, что сейчас называется фристайлом… любой эмси, читающий «из головы», не пользовался уважением. Считалось, что эмси делают это только в том случае, если не умеют писать. У рифмоплёта, исполняющего текст «из головы», всегда была заготовлена отговорка, чтобы его не критиковали так жёстко.
Оригинальный текст (англ.)A lot of the old-school artists didn't even respect what's being called freestyle now... any emcee coming off the top of the head wasn't really respected. The sentiment was emcees only did that if they couldn't write. The coming off the top of the head rhymer had a built-in excuse to not be critiqued as hard.

## Техника фристайла
Многие рэперы учатся читать рэп с помощью импровизации, превращая фристайл в монолог или своеобразную игру с рифмами. Такой метод позволяет начинающим исполнителям определиться с направлением своей деятельности, проработать новые техники декламации текста, подготовиться к рэп-баттлу или просто развлечься.
Фристайл также исполняется на живых выступлениях, чтобы, например, «разогреть» зрителей перед концертом. Для того, чтобы доказать, что фристайл создаётся именно на месте, а не был заранее написан и заучен, рэперы часто упоминают предметы и места вокруг себя или принимают предложения от аудитории о том, на какую тему рифмовать.
Исполнение фристайла может производиться а капелла, под битбокс или под инструментальные версии треков. Фристайл часто исполняется в группе, называемой «сайфер», или в формате «фристайл-баттла». Из-за импровизационного характера фристайла темп и ритм в нём, как правило, более свободные, чем в традиционном рэпе. Многие исполнители основывают свой фристайл на текущих эмоциях или ситуациях, но часто имеют запас готовых текстов и рифм, которые можно использовать в качестве шаблонов. Фристайл также может использоваться в качестве метода написания песен для альбомов или микстейпов.

## Самый долгий фристайл
6 мая 2020 года американский рэпер и слэм-поэт Джордж Ватски, известный своей стремительной манерой выступления, установил мировой рекорд по продолжительности фристайла — 33 часа, 33 минуты и 19 секунд. Он удерживал этот рекорд в течение 3 лет, пока японский рэпер PONEY не побил его в апреле 2023 года — 48 часов.